# 平均赤血球容積
平均赤血球容積（へいきんせっけっきゅうようせき、英: Mean Corpuscular Volume; MCV）は、血液検査の項目のひとつ。赤血球の大きさを表し、単位はfl（フェムトリットル）である。

## 意義
大球性貧血、正球性貧血、小球性貧血を見分ける際に用いられる。

## 計算法
その名の示すとおり赤血球の容積の平均値であり、ヘマトクリット（血液に占める赤血球の体積の割合）および赤血球数（単位体積あたりの血液に含まれる赤血球の個数）から計算することが出来る。
今、平均赤血球容積をMCV(fl)、ヘマトクリットをHt(%)、赤血球数をRBC×106(/μl)とすると、平均赤血球容積は
| {\displaystyle {\mbox{MCV}}} | {\displaystyle ={\frac {{\mbox{Ht}}/100}{{\mbox{RBC}}\times 10^{6}\mathrm {(/\mu l)} }}} |
|                              | {\displaystyle ={\frac {{\mbox{Ht}}/100}{{\mbox{RBC}}\times 10^{-3}\mathrm {(/fl)} }}}   |
|                              | {\displaystyle ={\frac {\mbox{Ht}}{\mbox{RBC}}}\times 10\mathrm {(fl)} }                 |

と表せる。
例えば、血液検査でHtが40(%)、RBCが4.5×106(/μl)であった場合、
{\displaystyle {\mbox{MCV}}={\frac {\mbox{Ht}}{\mbox{RBC}}}\times 10={\frac {40}{4.5}}\times 10\fallingdotseq 89\mathrm {(fl)} }
と計算することが出来る。

## 正常値
平均赤血球容積の基準値はおおむね 80 - 100 flである。
平均赤血球容積がこの範囲内に収まっている貧血を正球性貧血、80 flより小さい貧血を小球性貧血、100 flを超える貧血を大球性貧血と呼ぶ。平均赤血球容積が120 flを超すような大球性貧血は、抗がん剤などの薬物を使用していない限り、ほとんどがビタミンB12あるいは葉酸欠乏による。ヘリコバクター・ピロリの感染による萎縮性胃炎に伴う内因子の分泌低下によりビタミンB12吸収障害が起こり巨赤芽球性貧血がもたらされて平均赤血球容積は高値を呈する。